# Konstantynów (Płock)
Pour les articles homonymes, voir Konstantynów.
Konstantynów (prononciation : [kɔnstanˈtɨnuf]) est un village polonais de la gmina de Gąbin dans le powiat de Płock de la voïvodie de Mazovie dans le centre-est de la Pologne.
Il se situe à environ 6 kilomètres au sud-est de Gąbin (siège de la gmina), 22 kilomètres au sud de Płock (siège du powiat) et à 84 kilomètres à l'ouest de Varsovie (capitale de la Pologne).
Le village compte approximativement une population de 37 habitants en 2006.

## Histoire
De 1975 à 1998, le village appartenait administrativement à la voïvodie de Płock.

## Technologie
Entre 1974 et 1991, la plus haute structure jamais construite par l'homme se trouvait dans le village : la tour de transmission de Radio Varsovie. Ce mât était de 646,38 mètres et de 420 tonnes. Il s'est écroulé le 8 août 1991.